# Emil Gaweł
Emil Gaweł (ur. 22 lutego 1876 w Przemyślu, zm. 16 lutego 1921 w Tule) – polski doktor praw, adwokat, działacz sokoli i społeczny, oficer.

## Życiorys
Emil Gaweł urodził się 22 lutego 1876 w Przemyślu. Był synem adwokata dr. Jana Gawła (1845-1913) i Marii Magdaleny z domu Bilińskiej (1848-1935, córka Ludwika i Sabiny z domu Pieniążek). Jego rodzeństwem byli: Bronisław (ur. 1879, zm. prawd. 1939, nauczyciel), Józef (jeden z bliźniąt, ur. i zm. 30 marca 1882), Władysław Zygmunt (drugi z bliźniąt, ur. 30 marca 1882, zm. 14 maja 1882), Stanisław (1883-1951, duchowny rzymskokatolicki, kapelan wojskowy), Janina Maria (1886-1972), Marian (1889–1937, oficer), Leonard (1893-1954).
Kształcił się w C. K. Gimnazjum w Sanoku, w którym w 1892 ukończył VI klasę (w jego klasie byli m.in. Władysław Kucharski, Franciszek Słuszkiewicz). W 1894 zdał egzamin dojrzałości w C. K. Gimnazjum w Jaśle (w jego klasie był Piotr Niezgoda). Pod koniec tego roku uchwałą Rady Miejskiej w Sanoku został uznany przynależnym do gminy Sanok
W okresie zaboru austriackiego w ramach autonomii galicyjskiej wstąpił do służby urzędniczej. Od około 1900 był auskultantem przy C. K. Sądzie Krajowym Wyższym w Krakowie oraz przy C. K. Sądzie Krajowym w Krakowie (adwokatem tamże był jego ojciec). Uzyskał stopień doktora praw. W 1904 był koncypientem adwokackim w Jaśle. 22 maja 1909 został wpisany na listę adwokatów z siedzibą w Sanoku. Od tego roku był adwokatem przy C. K. Sądzie Powiatowym w Sanoku. Urzędował przy ulicy Tadeusza Kościuszki w Sanoku. Przy C. K. Sądzie Obwodowym w Sanoku został wybrany przysięgłym zastępcą na rok 1913. Był żonaty (żona była działaczką Towarzystwa św. Wincentego à Paulo w Sanoku). 24 marca 1912 w mieszkaniu Emila Gawła i jego żony zostało dokonane włamanie na tle rabunkowym, następnie wyjaśnione po śledztwie prowadzonym przez sierżanta policji miejskiej Michała Guzika.
Był wieloletnim członkiem i działaczem sanockiego gniazda Polskiego Towarzystwa Gimnastycznego „Sokół” (1893, 1909, 1912), prezesem gniazda od 24 marca 1911 do 1914 (wybierany prezesem 24 marca 1911, 7 kwietnia 1913 – wówczas uzyskiwał mandat delegata do Związku i Okręgu), pierwszym zastępcą prezesa (wybrany 6 lutego 1920, także delegat do Związku i Okręgu). Przewodniczył ostatniemu walnemu zgromadzeniu sanockiego „Sokoła” przed wybuchem I wojny światowej. Ponadto był członkiem wydziału sanockiego koła Towarzystwa Szkoły Ludowej, od 8 grudnia 1810 był skarbnikiem założonego wówczas sanockiego związku okręgowego TSL. W październiku 1911 został członkiem komisji powszechnego podatku zarobkowego III klasy. Został członkiem zarządu założonej w 1911 firmy pod nazwą Polska Spółka Handlowa Kram T.S.L. w Sanoku (wraz z nim nauczyciele Józef Zachara i Stanisław Krogulski). Działał w ramach sanockiego Towarzystwa św. Wincentego à Paulo. Funkcjonował jako redaktor czasopisma „Tygodnik Ziemi Sanockiej”. W wyborach do rady miejskiej w Sanoku w grudniu 1910 został zastępcą radnego. Był członkiem zwyczajnym Towarzystwa Upiększania Miasta Sanoka.
W C. K. Armii został mianowany kadetem rezerwy artylerii fortecznej z dniem 1 stycznia 1902. Od tego czasu był przedzielony do rezerwy 2 Pułku artylerii fortecznej w Krakowie, od około 1905 do 1907 jako zastępca oficera. Po uzyskaniu stopnia doktora praw, na początku stycznia 1907 jako rezerwowy kadet (zastępca oficera) został mianowany na stopień porucznika piechoty C. K. Obrony Krajowej w grupie nieaktywnych z dniem 1 stycznia 1907. W tym charakterze od tego czasu do około 1912 był przydzielony do 32 pułku piechoty obrony krajowej w Nowym Sączu.

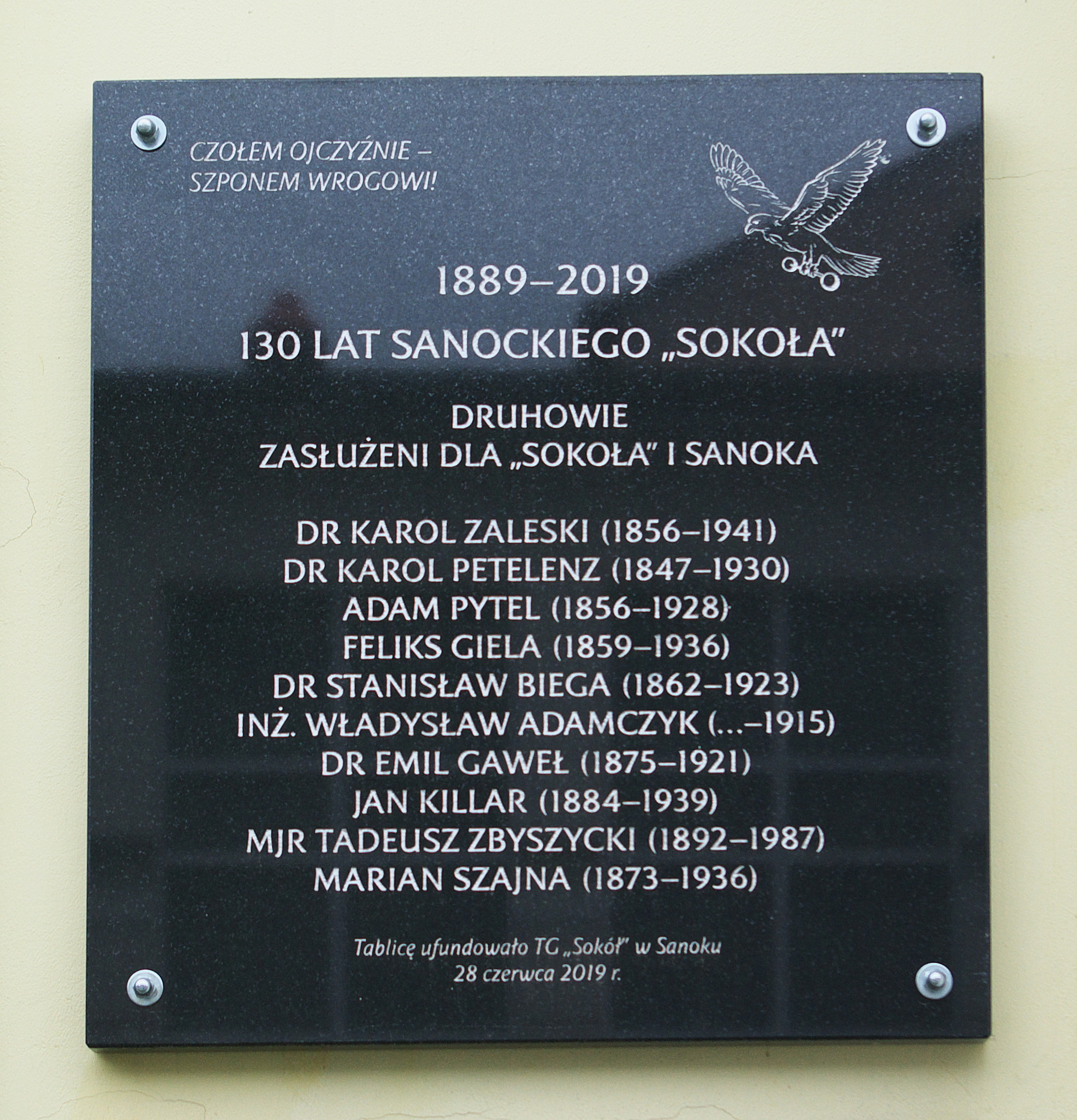
Tablica upamiętniająca działaczy sokolich w Sanoku

Po wybuchu I wojny światowej został zmobilizowany do armii austriackiej. Na początku września 1914 ogłoszono jego awans na nadporucznika obrony krajowej na czas wojny. Brał udział w obronie Twierdzy Przemyśl. Jako porucznik pospolitego ruszenia dokonał przekładu z języka niemieckiego felietonu pt. Pierwsze oblężenie Przemyśla. Wrzesień-październik 1914, którego autorem był dziennikarz Alexander Roda-Roda, wydanego w 1915, a wydrukowanego pierwotnie w piśmie „Neue Freie Presse” z 19 października 1914. Po upadku Twierdzy Przemyśl został wzięty przez Rosjan do niewoli, z której nie powrócił już do Sanoka. Według listy opracowywanej do 1939 przez Sekcję Historyczną Komendy Głównej Koła Żołnierzy b. 5 Syberyjskiej Dywizji WP i opublikowanej w czasopiśmie „Sybirak”, Emil Gaweł w stopniu porucznika zmarł 16 lutego 1921 w Tule. Według Tadeusza Miękisza, Emil Gaweł po kilku latach i odzyskaniu wolności w trakcie powrotu zarażony tyfusem zmarł już na ziemi niepodległej II Rzeczypospolitej.
Podczas uroczystości 130-lecia gniazda TG „Sokół” w Sanoku 29 czerwca 2019 na gmachu tegoż została odsłonięta tablica upamiętniająca 10 działaczy zasłużonych dla organizacji sokolej i Sanoka, w tym Emila Gawła.